# Richard Simmons
Milton Teagle Simmons, mer känd under sitt publika namn Richard Simmons, född 12 juli 1948 i New Orleans, Louisiana, död 13 juli 2024 i Los Angeles, Kalifornien, var en amerikansk fitnesspersonlighet och skådespelare. Hans fitnessverksamhet var inriktad på viktminskning hos överviktiga, och han medverkade i ett stort antal träningsvideor.